# Gertrude Mary Cox
Gertrude Mary Cox (Dayton, Iowa, 13 de janeiro de 1900 — 17 de outubro de 1978) foi uma estatística estadunidense e fundadora do departamento de Estatística Experimental da Universidade Estadual da Carolina do Norte.

## Vida acadêmica
A princípio, Cox pretendia ser pastora da Igreja Metodista Episcopal e diretora de orfanato, mas ao entrar para a universidade, decidiu que poderia ser mais útil aos fazendeiros de Iowa se estudasse estatística. Formou-se pelo Iowa State College em matemática e tornou-se mestre em estatística pela mesma instituição em 1931.
Posteriormente, foi indicada diretora tanto do Institute of Statistics of the Consolidated University of North Carolina e da Statistics Research Division of North Carolina State University. Sua pesquisa mais importante e influente lidou com planejamento de experimentos; ela escreveu um importante livro sobre o assunto com W. G. Cochran. Em 1949, Cox tornou-se a primeira mulher eleita para o International Statistical Institute e em 1956 tornou-se presidente da American Statistical Association.
Ela foi pioneira no uso de programas de computador para estatística, e sua equipe contribuiu para o desenvolvimento do software SAS.